# Murray Brook (dopływ West Branch River John)
Murray Brook – strumień (brook) w kanadyjskiej prowincji Nowa Szkocja, w hrabstwie Pictou, płynący w kierunku północno-wschodnim i uchodzący do West Branch River John; nazwa urzędowo zatwierdzona 5 stycznia 1945.